# Eugène Bec
Eugène Bec (1905-1944) fut, pendant la Seconde Guerre mondiale, un agent secret britannique du Special Operations Executive.

## Identités
- Nom de guerre SOE : « Hugues »
- Nom de code opérationnel SOE : BORER

Situation militaire :
- SOE, section F, general list ; grade : second lieutenant ; matricule : 322014

## Famille
- Ses parents : A.F. et Katie Bec, Ruislip, Middlesex
- Sa femme : Karin Bec, Ruislip, Middlesex

## Éléments biographiques
Francis Eugène Bec naît le 18 octobre 1905.
Il est parachuté le 28 mai 1944 avec Raymond Glaesner « Alcide » et Sonya Butt « Blanche », sur un terrain à La Cropte (à 80 km au nord-ouest du Mans), avec un comité de réception organisé par Sydney Hudson. Il vient comme instructeur du réseau HEADMASTER. Lors d'une attaque du maquis de Charnie par les Allemands, il est tué au combat près de Chemiré-en-Charnie (Sarthe), le 16 juin 1944.

## Reconnaissance

### Distinctions
- Royaume-Uni : Mentioned in Despatches.
- France : chevalier de la Légion d'honneur[2]

### Monuments
- En tant que l'un des 104 agents du SOE section F morts pour la France, Henri Gaillot est honoré au mémorial de Valençay (Indre).
- Tombe : Le Mans, cimetière ouest, plot 21, rangée C, tombe 50

### Sources
- Informations sur Eugène Bec : voir le site Special Forces Roll of Honour
- J.D. Sainsbury, Le Mémorial de la section F, Gerry Holdsworth Special Forces Charitable Trust, 1992.